# 1997年の西武ライオンズ
1997年の西武ライオンズでは、1997年における西武ライオンズの動向をまとめる。
この年の西武ライオンズは、東尾修監督の3年目のシーズンであり、3年ぶり17度目（1994年以来）のリーグ優勝を果たしたシーズンである。

## 概要
1994年を最後に2シーズンに渡り優勝を逃したチームだが、シーズンオフに清原和博が巨人へFA移籍。打線は前年の後半に台頭した松井稼頭央・大友進・髙木大成と俊足の選手を上位に並べ、松井の62盗塁を筆頭に控え選手を含め二桁盗塁を記録した選手は7名を数え、チーム盗塁数は200個に到達した。主軸打者では前年8年目で28本塁打を記録した垣内哲也は3本塁打と不振に陥ったが、この年から4番に入った鈴木健が奮闘した。清原の穴埋めとして入団したドミンゴ・マルティネスと佐々木誠までの4番から6番がいずれも打率.300以上を記録するなど、チーム打率、得点数はリーグ1位。
投手陣では、先発では沢村賞を獲得した西口文也を中心に、リリーフから転向した潮崎哲也、この年台頭した豊田清、抑えとして頭角を現した石井貴の4人が二桁勝利を記録した。リリーフ陣はリーグ最多登板の橋本武広に加え、後半からはこのシーズン前に横浜から移籍してきたデニー友利、石井に代わって抑えを務めたルーキーの森慎二が頭角を現した。
ペナントレースは6月終了時点でオリックスに4.5ゲーム差をつけられていたが、7月以降調子を上げていき、8月の直接対決に勝ち越して首位を奪取。その後も息切れしたオリックスとのゲーム差を広げ、優勝マジック1で迎えた10月3日のダイエー戦10回裏に、鈴木健のサヨナラホームランで3年ぶりの優勝を決めた。
日本シリーズは1993年以来4年ぶりにヤクルトとの対決となったが、国歌斉唱で西武の選手が整列しないのを見たヤクルトの野村克也監督から「昔の西武はそんなチームじゃなかった」と批判された。本拠西武球場での開幕をエース西口で落とした後、田辺徳雄のサヨナラ打で第2戦を取り返して1勝1敗としたが、敵地神宮での第3戦以降は豊田の故障離脱による不在の影響で先発投手不足に陥り、松井・大友ら俊足選手もヤクルトバッテリーに封じられ1勝4敗で敗退し、1993年のリベンジはならなかった。
7月10日の近鉄戦、9回表無死一、二塁の西武攻撃の場面で、奈良原浩が牽制でタッチアウトになり、そのジャッジに怒った奈良原は丹波幸一塁審に対して胸を突いたため退場となった。東尾が抗議し、丹波塁審が抗議を受けなかったことから、東尾が丹波の胸を突き退場を宣告されたことで、丹波を蹴るなどの暴力行為を行い、パ・リーグ関係者が仲裁に入る騒動になった。翌日に東尾は3試合の出場停止、罰金10万円の処分を受けた。東尾の出場停止期間はヘッドコーチの須藤豊が監督代行を務めた。

## チーム成績

### レギュラーシーズン
|   | 開幕：4/5 | 開幕：4/5    | 5/1 | 5/1        | 6/1 | 6/1          | 7/1 | 7/1          | 8/1 | 8/1          | 9/2 | 9/2          | 優勝：10/3 | 優勝：10/3   |
| - | --------- | ------------ | --- | ---------- | --- | ------------ | --- | ------------ | --- | ------------ | --- | ------------ | ---------- | ------------ |
| 1 | 中        | 大友進       | 中  | 大友進     | 遊  | 松井稼頭央   | 中  | 大友進       | 遊  | 松井稼頭央   | 遊  | 松井稼頭央   | 遊         | 松井稼頭央   |
| 2 | 遊        | 松井稼頭央   | 遊  | 松井稼頭央 | 二  | 高木浩之     | 遊  | 松井稼頭央   | 中  | 大友進       | 中  | 大友進       | 中         | 大友進       |
| 3 | 指        | 髙木大成     | 一  | 髙木大成   | 一  | 髙木大成     | 一  | 髙木大成     | 一  | 髙木大成     | 一  | 髙木大成     | 一         | 髙木大成     |
| 4 | 三        | 鈴木健       | 三  | 鈴木健     | 三  | 鈴木健       | 三  | 鈴木健       | 三  | 鈴木健       | 三  | 鈴木健       | 三         | 鈴木健       |
| 5 | 一        | マルティネス | 指  | 金村義明   | 指  | マルティネス | 指  | マルティネス | 指  | マルティネス | 指  | マルティネス | 指         | マルティネス |
| 6 | 右        | 佐々木誠     | 右  | 佐々木誠   | 右  | 佐々木誠     | 右  | 佐々木誠     | 右  | 佐々木誠     | 右  | 佐々木誠     | 右         | 佐々木誠     |
| 7 | 左        | 垣内哲也     | 左  | 河田雄祐   | 中  | 原井和也     | 左  | 大塚光二     | 左  | 河田雄祐     | 左  | 垣内哲也     | 左         | 河田雄祐     |
| 8 | 捕        | 伊東勤       | 捕  | 伊東勤     | 捕  | 伊東勤       | 捕  | 伊東勤       | 捕  | 伊東勤       | 捕  | 伊東勤       | 捕         | 伊東勤       |
| 9 | 二        | 奈良原浩     | 二  | 高木浩之   | 左  | 笘篠誠治     | 二  | 高木浩之     | 二  | 高木浩之     | 二  | 原井和也     | 二         | 高木浩之     |
|   | 投        | 西口文也     | 投  | 豊田清     | 投  | 潮崎哲也     | 投  | 西口文也     | 投  | 横田久則     | 投  | 石井丈裕     | 投         | 潮崎哲也     |

| 順位 | 4月終了時  | 4月終了時 | 5月終了時  | 5月終了時 | 6月終了時  | 6月終了時 | 7月終了時  | 7月終了時 | 8月終了時  | 8月終了時 | 最終成績   | 最終成績 |
| ---- | ---------- | --------- | ---------- | --------- | ---------- | --------- | ---------- | --------- | ---------- | --------- | ---------- | -------- |
| 1位  | オリックス | --        | 西武       | --        | オリックス | --        | オリックス | --        | 西武       | --        | 西武       | --       |
| 2位  | ロッテ     | --        | オリックス | 4.0       | 西武       | 4.5       | 西武       | 2.0       | オリックス | 3.0       | オリックス | 5.0      |
| 3位  | ダイエー   | 0.5       | ダイエー   | 5.0       | ダイエー   | 5.5       | ダイエー   | 3.5       | 近鉄       | 10.5      | 近鉄       | 7.5      |
| 4位  | 近鉄       | 0.5       | 日本ハム   | 5.5       | 日本ハム   | 8.0       | 日本ハム   | 8.5       | 日本ハム   | 11.5      | 日本ハム   | 14.0     |
| 5位  | 西武       | 1.0       | ロッテ     | 7.0       | 近鉄       | 13.5      | 近鉄       | 10.5      | ダイエー   | 12.0      | ダイエー   | 14.0     |
| 6位  | 日本ハム   | 1.0       | 近鉄       | 8.5       | ロッテ     | 13.5      | ロッテ     | 11.5      | ロッテ     | 14.0      | ロッテ     | 19.5     |

| 順位 | 球団                       | 勝 | 敗 | 分 | 勝率 | 差   |
| 1位  | 西武ライオンズ             | 76 | 56 | 3  | .576 | 優勝 |
| 2位  | オリックス・ブルーウェーブ | 71 | 61 | 3  | .538 | 5.0  |
| 3位  | 近鉄バファローズ           | 68 | 63 | 4  | .519 | 7.5  |
| 4位  | 日本ハムファイターズ       | 63 | 71 | 1  | .470 | 14.0 |
| 4位  | 福岡ダイエーホークス       | 63 | 71 | 1  | .470 | 14.0 |
| 6位  | 千葉ロッテマリーンズ       | 57 | 76 | 2  | .429 | 19.5 |

### 日本シリーズ
| 日付                                     | 試合   | ビジター球団（先攻） | スコア | ホーム球団（後攻） | 開催球場           |
| ---------------------------------------- | ------ | -------------------- | ------ | ------------------ | ------------------ |
| 10月18日（土）                           | 第1戦  | ヤクルトスワローズ   | 1 - 0  | 西武ライオンズ     | 西武ライオンズ球場 |
| 10月19日（日）                           | 第2戦  | ヤクルトスワローズ   | 5 - 6x | 西武ライオンズ     | 西武ライオンズ球場 |
| 10月20日（月）                           | 移動日 | 移動日               | 移動日 | 移動日             | 移動日             |
| 10月21日（火）                           | 第3戦  | 西武ライオンズ       | 3 - 5  | ヤクルトスワローズ | 明治神宮野球場     |
| 10月22日（水）                           | 第4戦  | 西武ライオンズ       | 1 - 7  | ヤクルトスワローズ | 明治神宮野球場     |
| 10月23日（木）                           | 第5戦  | 西武ライオンズ       | 0 - 3  | ヤクルトスワローズ | 明治神宮野球場     |
| 優勝：ヤクルトスワローズ（2年ぶり4回目） |        |                      |        |                    |                    |

## オールスターゲーム1997
- 選出選手及びスタッフ

| ポジション | 名前       | 選出回数 |
| ---------- | ---------- | -------- |
| コーチ     | 東尾修     |          |
| 投手       | 西口文也   | 2        |
| 投手       | 石井貴     | 初       |
| 投手       | 豊田清     | 初       |
| 捕手       | 髙木大成   | 初       |
| 捕手       | 伊東勤     | 14       |
| 遊撃手     | 松井稼頭央 | 初       |
| 内野手     | 鈴木健     | 初       |

- 太字はファン投票による選出。

## 表彰選手
| リーグ・リーダー | リーグ・リーダー | リーグ・リーダー | リーグ・リーダー |
| 選手名           | タイトル         | 成績             | 回数             |
| ---------------- | ---------------- | ---------------- | ---------------- |
| 西口文也         | 最優秀選手       |                  | 初受賞           |
| 西口文也         | 最多勝利         | 15勝             | 初受賞           |
| 西口文也         | 最多奪三振       | 192個            | 初受賞           |
| 西口文也         | 最高勝率         | .750             | 初受賞           |
| 西口文也         | 沢村賞           |                  | 初受賞           |
| 松井稼頭央       | 盗塁王           | 62個             | 初受賞           |
| 鈴木健           | 最高出塁率       | .431             | 初受賞           |
| 橋本武広         | 最多ホールド投手 | 25H              | 初受賞           |

| ベストナイン       | ベストナイン | ベストナイン  |
| 選手名             | ポジション   | 回数          |
| ------------------ | ------------ | ------------- |
| 西口文也           | 投手         | 初受賞        |
| 伊東勤             | 捕手         | 5年ぶり8度目  |
| 鈴木健             | 三塁手       | 初受賞        |
| 松井稼頭央         | 遊撃手       | 初受賞        |
| 佐々木誠           | 外野手       | 2年ぶり6度目  |
| マルティネス       | 指名打者     | 初受賞        |
| ゴールデングラブ賞 |              |               |
| 選手名             | ポジション   | 回数          |
| 西口文也           | 投手         | 初受賞        |
| 伊東勤             | 捕手         | 2年ぶり10度目 |
| 髙木大成           | 一塁手       | 初受賞        |
| 松井稼頭央         | 遊撃手       | 初受賞        |

## ドラフト
- 網掛けの選手は逆指名による入団

| 順位 | 選手名     | 守備 | 所属           | 結果 |
| ---- | ---------- | ---- | -------------- | ---- |
| 1位  | 安藤正則   | 投手 | 専修大学       | 入団 |
| 2位  | 佐藤友紀   | 投手 | 神戸弘陵学園高 | 入団 |
| 3位  | 鳥谷部健一 | 投手 | 柏陵高         | 入団 |
| 4位  | 土肥義弘   | 投手 | プリンスホテル | 入団 |
| 5位  | 大島寛     | 投手 | デュプロ       | 入団 |
| 6位  | 芝崎和広   | 投手 | 大和銀行       | 入団 |
| 7位  | 平良幸一   | 投手 | 沖縄電力       | 入団 |